# Faver
Faver (Fàver o Fàoro in dialetto cembrano) è una frazione di 849 abitanti del comune italiano di Altavalle in provincia di Trento, nota per la propria produzione vinicola; è un caratteristico villaggio cembrano dal clima mite. È stato comune autonomo fino al 1º gennaio 2016, quando si è fuso con Grauno, Grumes e Valda per formare il nuovo comune di Altavalle.
Il paese è tradizionalmente diviso in due rioni: Còrt e Vich, ciascuno dotato di una fontana e una piazza. I due rioni erano divisi da una frona, che costituiva anche il confine di giurisdizione. Vich era amministrato dai signori del Castello di Segonzano e Cort dai signori di Monreale (Königsberg).

## Storia
Il paese subì gravi danni durante le guerre napoleoniche, alle quali sono legati numerosi racconti popolari. 
Nel 1918 una colonna italiana collocò un paio di mitragliatrici al Crocifisso di Costor sulla strada cembrana; con questo espediente si ottenne la resa dei reparti austriaci.
Nel primo dopoguerra si formò il Partito Socialista Italiano, che nel 1922 vinse le elezioni comunali.
Anche durante la Seconda guerra mondiale la strada di Cembra fu percorsa dai tedeschi in ritirata.
Solo nel secondo dopoguerra Faver ebbe un'evoluzione edilizia ed economica.

### Simboli
Stemma
Lo stemma del comune di Faver era stato approvato con deliberazione della Giunta provinciale del 29 novembre 1984, n. 12504.
Stemma
Gonfalone
Il gonfalone era stato approvato con D.G.P. del 6 febbraio 1987 n. 673.

## Monumenti e luoghi d'interesse

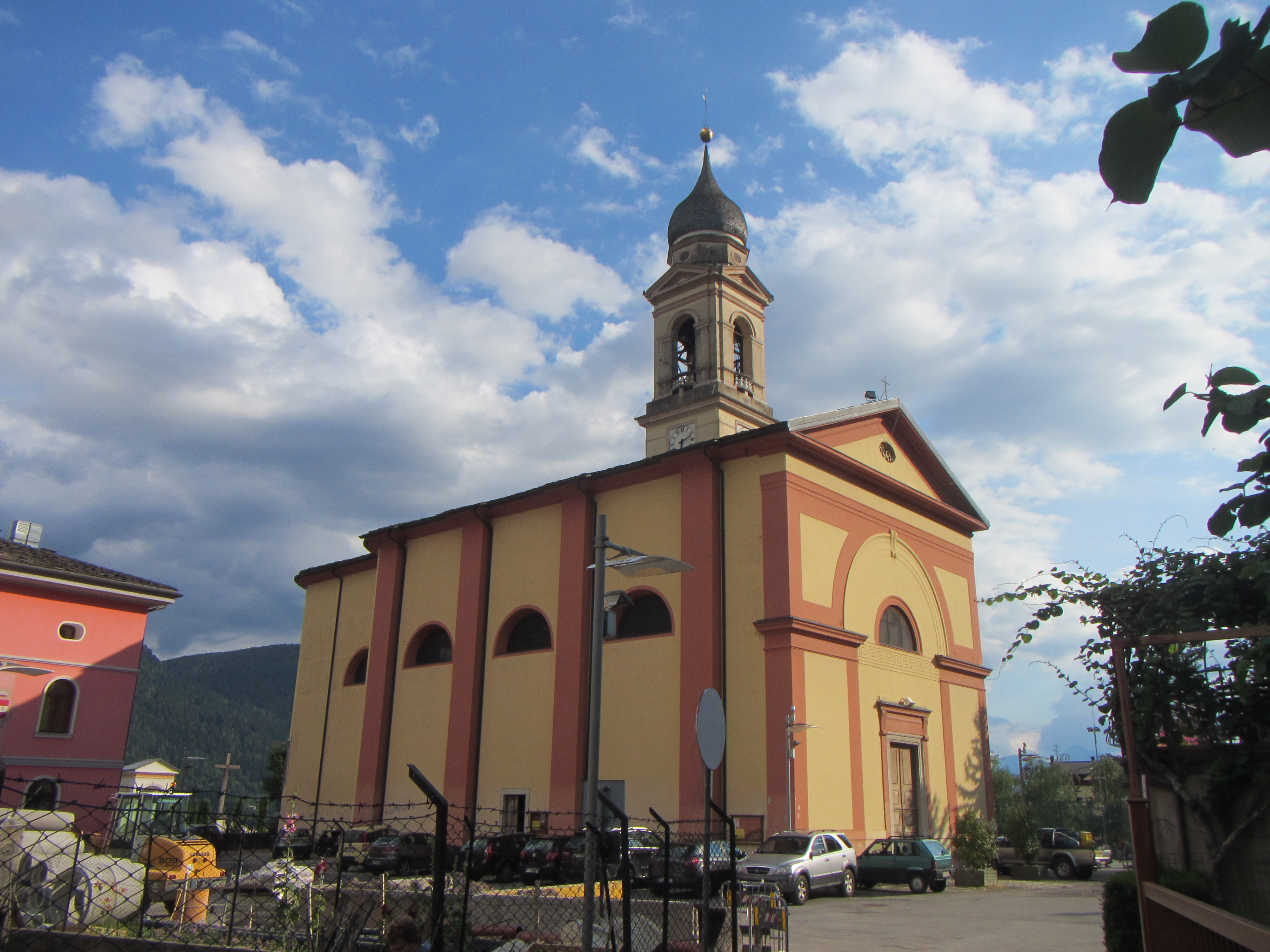
Vista della chiesa

Luogo particolarmente curioso, nella Val dei Pozzi, sono le cave del M. Vallaccia, dove c'era un tabernacolo di pietra arenaria, detto l'òm selvàdech per via di un essere leggendario che abitava la foresta e che scomparve dopo la benedizione del vescovo di Trento. (da verificare)
La chiesa dei Santi Filippo e Giacomo fu consacrata nel 1116, ma fu ricostruita nel 1462 e più volte ampliata nei secoli successivi. Circa tre secoli dopo la chiesa fu bruciata dai Francesi, che posero il paese a sacco. Dopo questo incendio, che coinvolse anche alcune abitazioni, la chiesa fu ricostruita nelle attuali forme tra il 1853 e il 1854 da G. Giacomelli, un muratore di Predazzo, mentre il campanile è di dieci anni più tardo e si sviluppa su un progetto di G. Pelz, originario di Cembra. Il campanile è alto 56 m e le sue campane sono udibili in tutta la Val di Cembra.
L'interno della chiesa è molto vasto e adornato da stucchi simbolici e da tele di un pittore ottocentesco di Predazzo. Dell'antica chiesa —ora sede municipale — rimangono dei lacerti affrescati al piano terra, attualmente coperti da pannelli in cartongesso. Nello spazio a sud dell'abside c'è il cimitero.
In piazza da Vich sorge la casa Tabarelli de Fatis, un fabbricato che è stato rimaneggiato nel 1869 ed è detto il "Castello" e comprende un'ampia corte.
All'estremità nord-orientale di Vich c'è la chiesetta del S. Crocifisso, caratterizzata dal campanile a vela e dal suo stile composito. Al suo interno è custodito un crocifisso ligneo proveniente da Egna documentato già nel 1825 quando è stato "riattato" e benedetto per essere ivi collocato.

### Dintorni di Faver

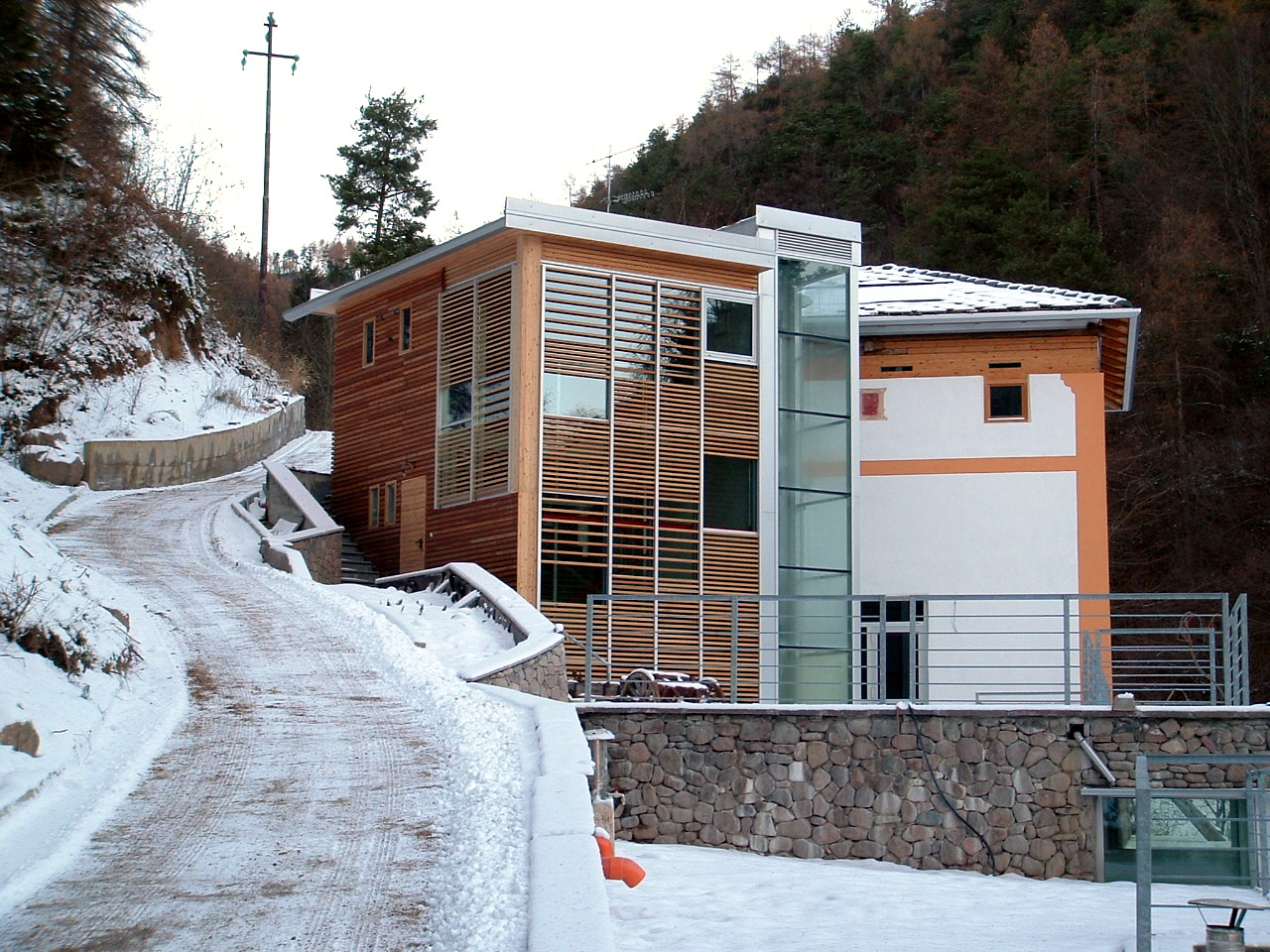
Il Molin de Portegnach

- I vigneti: la vasta conca verde disegna il suggestivo paesaggio della vite del Trentino, sul quale torreggia il paese di Faver con le sue case allineate lungo la strada principale. Sotto l'alta rupe di porfido si nota una sequenza di gradinate di viti e poco oltre sorge un vecchio maso a fianco di un olivo indicatore di un clima mite, nonostante l'altitudine.

- Il ponte di Cantilàga: è l'antico collegamento con le sponde di Cembra e Segonzano e sorge presso i ruderi del castello di Segonzano. Per secoli è stato l'unico collegamento carrabile tra le due sponde.

- Ponciàch: è una località di soggiorno estiva di recente sviluppo; il suo paesaggio è caratterizzato da un ampio spazio pratoso orlato dal bosco. Da qui si può osservare un antico bacino lacustre tagliato da un torrente. I boschi e i prati soprastanti sono detti Mezalòn e furono assegnati nel 1833 a Faver dopo la lite detta dei "cinque secoli".

- M. Castion: da un'altitudine di 1528 m si può godere del panorama della Valle dell'Adige e dei monti del Trentino-Alto Adige. Questo luogo era stato un punto di ritrovo religioso e di riparo per le antiche popolazioni sottostanti. I reperti archeologici hanno posto una prima frequentazione a partire dal Medio Bronzo.

- Il Molin de Portegnach: è un mulino costruito nel 1859 da Andrea Tabarelli di Faver e recuperato recentemente come centro culturale. Inaugurato nel 2009 è ora sede e proprietà dell'associazione Sorgente '90 . Al suo interno ci sono alcune sale adibite ad eventi culturali, oltre ad una sala prove/incisione, un angolo cottura ed uno spazio destinato all'ospitalità di gruppi organizzati. La sala macine conserva le macchine da mugnaio originarie.

## Società

### Evoluzione demografica
Abitanti censiti

## Economia
Faver è un centro vitivinicolo e di commercio ortofrutticolo e vinicolo.
Altre fonti economiche sono l'artigianato. 
Fino agli anni trenta del Novecento resistette l'industria del baco da seta, che si affiancava alla viticoltura.

## Amministrazione
| Periodo        | Periodo          | Primo cittadino   | Partito                                                | Carica  | Note   |
| -------------- | ---------------- | ----------------- | ------------------------------------------------------ | ------- | ------ |
| 15 maggio 2000 | 8 maggio 2005    | Bruno Pilzer      | Un territorio, la sua gente (lista civica)             | Sindaco | [ 10 ] |
| 9 maggio 2005  | 16 maggio 2010   | Osvaldo Di Crisci | Esperienza e rinnovamento (lista civica)               | Sindaco | [ 11 ] |
| 17 maggio 2010 | 31 dicembre 2015 | Matteo Paolazzi   | Noi con voi - Il vostro e nostro futuro (lista civica) | Sindaco | [ 12 ] |